# 椳州
椳州是唐代嶺南道邕州都督府所屬的一個蠻州，領縣八：正平縣、富平縣、龍源縣、思恩縣、饒勉縣、武招縣、都象縣、歌良縣。其轄地在今廣西省、越南邊境一帶地方，是唐代招撫當地土著所設置的州縣，一般由其頭人任州官。